# خيسوس آريس
خيسوس آريس (بالإسبانية: Jesús Ares Otero)‏ هو لاعب كرة قدم إسباني في مركز الوسط، ولد في 20 نوفمبر 1933 في فوز ‏ في إسبانيا. لعب مع أتلتيكو مدريد وراسينغ فيرول وسيلتا فيغو.